# Kim So-jung (Tennisspielerin)
Kim So-jung (koreanisch 김소영; * 18. März 1986 in Seoul) ist eine ehemalige südkoreanische Tennisspielerin.

## Karriere
Kim begann mit zehn Jahren das Tennisspielen und bevorzugt Hartplätze. Sie gewann fünf Einzel- und acht Doppeltitel auf Turnieren des ITF Women’s Circuit.
2006 gewann sie bei den Asienspielen mit der südkoreanischen Mannschaft die Goldmedaille sowie bei den Asienspielen 2010 zusammen mit Lee Jin-a die Bronzemedaille im Damendoppel.
Von 2006 bis 2012 spielte sie in der südkoreanischen Fed-Cup-Mannschaft insgesamt 16 Matche in 13 Begegnungen bei einer Bilanz von je acht Siegen und Niederlagen. Sie konnte dabei drei von sieben Einzeln und fünf von neun Doppel gewinnen.

## Turniersiege

### Einzel
| Nr. | Datum            | Turnier    | Kategorie   | Belag     | Finalgegnerin    | Ergebnis      |
| --- | ---------------- | ---------- | ----------- | --------- | ---------------- | ------------- |
| 1.  | 18. April 2004   | Yamaguchi  | ITF $10.000 | Sand      | Chan Chin-wei    | 7:67, 6:2     |
| 2.  | 1. Mai 2004      | Jakarta    | ITF $10.000 | Hartplatz | Liza Andriyani   | 6:2, 6:2      |
| 3.  | 6. November 2005 | Busan      | ITF $50.000 | Hartplatz | Alla Kudrjawzewa | 3:6, 6:1, 6:2 |
| 4.  | 29. März 2009    | Wellington | ITF $10.000 | Hartplatz | Chae Kyung-yee   | 4:6, 6:3, 7:5 |
| 5.  | 17. April 2011   | Incheon    | ITF $25.000 | Hartplatz | Lee Jin-a        | 2:6, 6:3, 6:1 |

### Doppel
| Nr. | Datum              | Turnier          | Kategorie   | Belag             | Partnerin       | Finalgegnerinnen                      | Ergebnis          |
| --- | ------------------ | ---------------- | ----------- | ----------------- | --------------- | ------------------------------------- | ----------------- |
| 1.  | 10. September 2005 | Peking           | ITF $50.000 | Hartplatz (Halle) | Maki Arai       | Latisha Chan Hwang I-hsuan            | 6:4, 6:0          |
| 2.  | 23. August 2008    | Gimhae           | ITF $10.000 | Hartplatz         | Ayaka Maekawa   | Cho Jeong-a Kim Ji-young              | 2:6, 6:3, [10:4]  |
| 3.  | 14. März 2009      | North Shore City | ITF $10.000 | Hartplatz         | Ayaka Maekawa   | Alison Bai Renee Binnie               | 7:5, 7:64         |
| 4.  | 21. März 2009      | Hamilton         | ITF $10.000 | Hartplatz         | Ayaka Maekawa   | Jessy Rompies Varatchaya Wongteanchai | 7:5, 6:3          |
| 5.  | 28. März 2009      | Wellington       | ITF $10.000 | Hartplatz         | Ayaka Maekawa   | Chae Kyung-yee Kim Hae-sung           | 6:4, 6:4          |
| 6.  | 21. Juni 2014      | Gimcheon         | ITF $10.000 | Hartplatz         | Lee Ye-ra       | Choi Ji-hee Lee Hye-min               | 6:3, 6:1          |
| 7.  | 28. Juni 2014      | Gimcheon         | ITF $10.000 | Hartplatz         | Lee Ye-ra       | Choi Ji-hee Makoto Ninomiya           | 7:5, 2:6, [11:9]  |
| 8.  | 29. August 2015    | Gimcheon         | ITF $10.000 | Hartplatz         | Hong Seung-yeon | Han Sung-hee Kim Na-ri                | 6:4, 6:71, [10:8] |